# HD 72310
HD 72310，又名BD-19 2438，SAO 154359、HR 3367，是一颗恒星，视星等为5.42，位于銀經242.27，銀緯11.65，其B1900.0坐标为赤經8h 27m 1.3s，赤緯-19° 11.65′ 22″。